# O Menniskia betänck all stund
O Menniskia betänck all stund är en tysk psalm som heter "O Mensch mit Fleiss bedenck" i original.

## Publicerad i
- Den svenska psalmboken 1694 som nummer 444 under rubriken "Morgon och Afton Psalmer".
- 1695 års psalmbok som nummer 379 under rubriken "Om the Tolf dagsens Stunder".[1]